# コンタクト (映画)

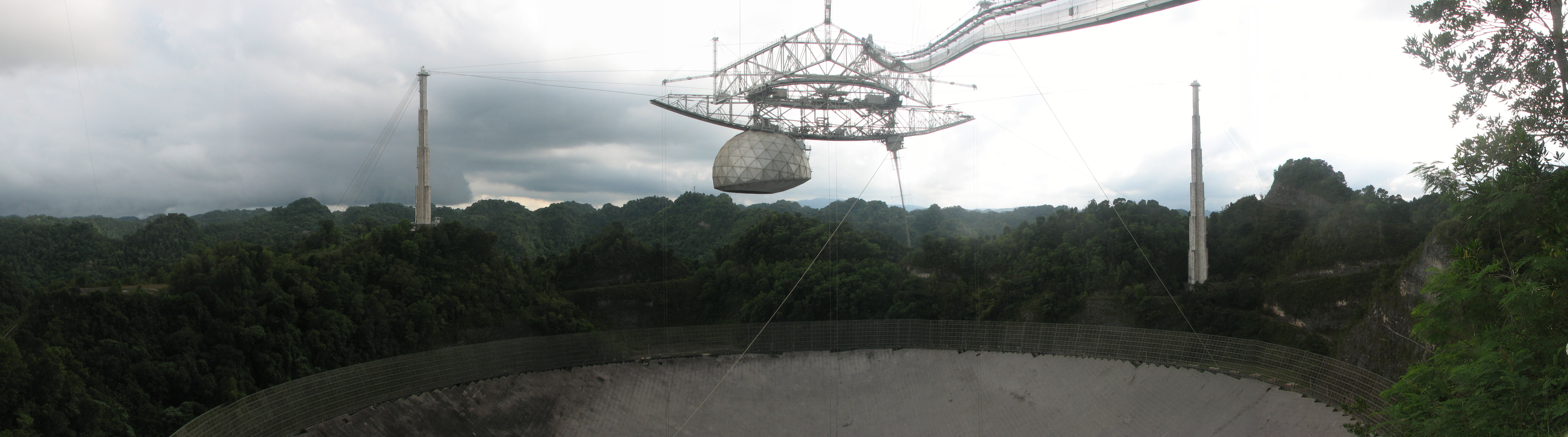
アレシボ天文台

『コンタクト』（Contact）は、ロバート・ゼメキスが共同製作・監督した1997年のアメリカ映画。

## 概要
カール・セーガンによるSF小説の映画化作品。SETIプロジェクト、人類と宗教、科学、政治、地球外生命、などをテーマとするSF映画。
カール・セーガンの1985年の同名小説を原作とし、セーガンと妻のアン・ドルーヤンがストーリーのアウトラインを書いた。主演はジョディ・フォスター、地球外生命体の証拠を発見し、ファーストコンタクトを行う任務に選ばれた地球外探査科学者エリナー"エリー"・アロウェイを演じている。ニューメキシコ州の超大型干渉電波望遠鏡群、プエルトリコのアレシボ天文台、ミール宇宙ステーション、ケープ・カナベラル周辺のスペースコーストが取り上げられている。

## あらすじ
SETIプロジェクトの研究者エリナー・アロウェイ（愛称エリー）はアレシボ天文台で探査と研究をしていた。しかし、先の見えないSETIプロジェクトに対し懐疑的な天文学の権威ドラムリンによって、エリーのチームは研究費とアレシボの利用権を打ち切られ、研究は中断を余儀なくさせられてしまう。
エリーは独自の資金源を求め各企業を渡り歩き、ついにS・R・ハデンという富豪スポンサーを得ることに成功する。こうしてニューメキシコの超大型干渉電波望遠鏡群を独自の資金で渡りをつけ探査を再開したある日、彼女は遂にヴェガから断続的に発信し続けられる有意な電波信号を受信。チームは色めき立ち、早速その解析を進めるが、独断でこれを公にしたことでドラムリンや政府（NSA）が介入。探査は進むが、次第にエリーの思惑とは関係ない方向へと事態が進行していく。政府の宗教顧問パーマー・ジョスやカルト宗教家、さらに出資者ハデンまでもがそれぞれの思惑で動き始めたことで、探査の主導権や解析結果の解釈を巡る駆け引きは政治と科学と宗教を巻き込んだ展開となる。

## キャスト
| 役名                         | 俳優                     | 日本語吹替                                                                   | 日本語吹替                                         |
| 役名                         | 俳優                     | ソフト版                                                                     | テレビ東京版                                       |
| ---------------------------- | ------------------------ | ---------------------------------------------------------------------------- | -------------------------------------------------- |
| エリナー"エリー"・アロウェイ | ジョディ・フォスター     | 勝生真沙子                                                                   | 戸田恵子                                           |
| パーマー・ジョス             | マシュー・マコノヒー     | 森田順平                                                                     | てらそままさき                                     |
| S・R・ハデン                 | ジョン・ハート           | 大塚周夫                                                                     | 大塚周夫                                           |
| マイケル・キッツ             | ジェームズ・ウッズ       | 佐々木勝彦                                                                   | 大塚明夫                                           |
| デイヴィッド・ドラムリン     | トム・スケリット         | 江角英明                                                                     | 菅生隆之                                           |
| テッド・アロウェイ           | デヴィッド・モース       | 関根信昭                                                                     | 内田直哉                                           |
| ケント・クラーク             | ウィリアム・フィクナー   | 大滝寛                                                                       | 江原正士                                           |
| リチャード・ランク           | ロブ・ロウ               | 津田英三                                                                     | 坂東尚樹                                           |
| レイチェル・コンスタンティン | アンジェラ・バセット     | 藤生聖子                                                                     | 唐沢潤                                             |
| ジョセフ                     | ジェイク・ビジー         | 伊藤和晃                                                                     | 廣田行生                                           |
| 少女時代のエリー             | ジェナ・マローン         | 吉田愛理                                                                     | かないみか                                         |
| フィッシャー                 | ジェフリー・ブレイク     | 江川央生                                                                     | 内田夕夜                                           |
| ウィリー                     | マックス・マーティーニ   | 大黒和広                                                                     | 小山力也                                           |
| 牧師                         | ヘンリー・ストロジャー   | 西村知道                                                                     | 岩田安生                                           |
| 本人(アーカイブ出演)         | ビル・クリントン         | 小山武宏                                                                     | 岩崎ひろし                                         |
| イアン・ブロデリック         | トーマス・ガーナー       | 園江治                                                                       | 小島敏彦                                           |
| 本人                         | ラリー・キング           |                                                                              | 小山武宏                                           |
| テストディレクター           | タッカー・スモールウッド |                                                                              | 麦人                                               |
| ジェレミー・ロス             | ダン・ギフォード         |                                                                              | 小形満                                             |
| 本人                         | ジョン・ホリマン         |                                                                              | 遠藤純一                                           |
| プロジェクトの役員           | ロビン・ガンメル         |                                                                              | 岩田安生                                           |
| ジェリー                     | ジェリー・グリフィン     |                                                                              | 小島敏彦                                           |
| ヴァレンシア上院議員         | ヴァンス・ヴァレンシア   |                                                                              | 麦人                                               |
| 科学者                       | アリス・クシダ           | 宮寺智子                                                                     | 藤生聖子                                           |
| ニュースキャスター           | ドナ・ケリー             | 加藤優子                                                                     | 林佳代子                                           |
| ニュースキャスター           | キャスリーン・ケネディ   | 麻丘夏未                                                                     | 沢海陽子                                           |
| ニュースキャスター           | リンデン・ソールズ       |                                                                              | 諸角憲一                                           |
| ニュースキャスター           | ナタリー・アレン         |                                                                              | 園田恵子                                           |
| その他                       | N/A                      | 伊藤栄次 津村まこと 入江崇史 西宏子 鳥畑洋人 堀川仁 山崎優 田村真紀 小野美幸 | 武田佳子 坪井智浩 巻島康一 くわはら利晃 小池亜希子 |
|                              |                          |                                                                              |                                                    |
| 演出                         | 演出                     | 福永莞爾                                                                     | 佐藤敏夫                                           |
| 翻訳                         | 翻訳                     | 栗原とみ子                                                                   | 佐藤恵子                                           |
| 録音・調整                   | 録音・調整               | 田中和成                                                                     | 高久孝雄                                           |
| 効果                         | 効果                     |                                                                              | リレーション                                       |
| 担当                         | 担当                     |                                                                              | 河村常平                                           |
| プロデューサー               | プロデューサー           | 尾谷アイコ                                                                   | 深澤幹彦 久保一郎                                  |
| 監修                         | 監修                     |                                                                              | 渡部潤一 （国立天文台）                            |
| 配給                         | 配給                     |                                                                              | ワーナー・ブラザース・テレビジョン                 |
| 制作協力                     | 制作協力                 |                                                                              | ムービーテレビジョン                               |
| 制作                         | 制作                     | ワーナー・ホーム・ビデオ ACクリエイト                                        | テレビ東京 東北新社                                |
| 初回放送                     | 初回放送                 |                                                                              | 2001年1月4日 『木曜洋画劇場』                      |

- 大村崑の次男岡村政治が端役ながら出演している。

## 製作
リアリティの追求のため、「メッセージ」に対する世界の反応を追うニュース発信源としてCNNが使われ、実際に25人以上のCNNリポータが出演している。また、「ラリー・キング・ライブ」や「クロスファイア」といった番組も使われている。アメリカ大統領が会見を行うシーンで、当時のビル・クリントン大統領の実際の会見映像をデジタル加工したものを使用した。
マシーン2号機の存在場所は、表示された地図上から、北海道の知床半島の付け根の南側であるとわかる（ただし、実際には実在しない架空の場所である）。またマシーン2号機に向かうエリーの船室の内装や部屋着はいわゆるハリウッド映画に頻繁にみられる誤った日本のイメージで描かれている。

### 音楽
アラン・シルヴェストリ作曲・指揮、1997年8月19日にワーナー・レコードからリリース
された。

## 作品解説
手のひらのクローズアップなどいくつかのシーンで円弧状に並んだ光点のパターンが繰り返しあらわれる。これはカール・セーガンのお気に入りの星座で、その形が電波望遠鏡を思わせるかんむり座の星の並びになっている。カール・セーガンは自作の小説が映画化されることを非常に喜んでいたが、1996年12月20日に永眠。完成した映画を見られなかった。この映画の最後には「FOR CARL（カールに捧ぐ）」という文字が表示される。
エリーが経験した地球外知的生命との接触の真偽について、作中では政府の公式見解が明確にされていないが、少なくとも以前よりも宇宙観測の環境が整う結果につながったことが控えめに示唆されている。

## 原作
- カール・セーガン『コンタクト』高見浩・池央耿訳、新潮社、1986年6月。ISBN 4-10-519201-9。
  - カール・セーガン『コンタクト』池央耿・高見浩訳、新潮社〈新潮文庫〉、1989年7月。ISBN 4-10-229401-5。